# Джозеф, Тайлер
Тайлер Роберт Джозеф (англ. Tyler Robert Joseph; 1 декабря 1988, Колумбус, Огайо, США) — американский музыкант, рэпер, автор песен. Солист группы Twenty One Pilots.

## Ранняя жизнь
Тайлер родился в городе Колумбус, штат Огайо. У него два брата, Зак (тоже певец), Джей и сестра Мэдисон. Его мать, Келли, была учителем математики в школьном округе Olentangy. Его отец, Крис, был тренером в христианской Средней школе Worthington с 1996 по 2005, и является руководителем школы. Тайлер играл в баскетбол с детства и продолжал играть в роли разыгрывающего защитника в баскетбольной команде Worthington. В 2008 году баскетбольная команда заняла второе место в Division IV.
Узнав, что композиторы выступают в High Street club, он отказался от баскетбольной стипендии, которую ему предложил университет Otterbein, и начал заниматься музыкой, после того как откопал старую музыкальную клавиатуру в шкафу (рождественский подарок от мамы).

## Карьера

### Twenty One Pilots
Группа была создана в 2009 году, в Колумбусе, Огайо. Изначально идея о создании группы исходила от Тайлера. В ней также состояли его школьные друзья Ник Томас и Крис Салих. Тайлер назвал свою группу «Twenty One Pilots», взяв идею из книги Артура Миллера «Все мои сыновья» - в ней, из-за крушения 21 самолёта и гибели всех пилотов, главный герой кончает с собой, так как был виноват в произошедшем. Назвав так группу, он имел в виду, что её участники всегда будут принимать верные решения, даже если это морально трудно сделать.
29 декабря 2009 года был записан дебютный альбом «Self Titled» и начался тур по Огайо.
В 2011 году Ник и Крис ушли из группы из-за плотных графиков. Затем к Тайлеру присоединился Джош Дан, бывший барабанщик группы House of Heroes.

### Другие проекты
У Тайлера был сольный проект в 2007—2008 годах, когда он ещё учился в средней школе, в котором записал мини-альбом под названием No Phun Intended. Все песни он записывал в подвале своего дома.
В 2010 году Тайлер сотрудничал с христианским рэппером Jocef, которым являлся его брат Зак, и записал совместную песню «Live» с ним и другими певцами. Песня являлась первым треком к дебютному альбому In Search Of: L.O.V.E. Тайлер и Jocef вместе написали этот трек. Спустя год Jocef принимал участие в песне «Be Concerned» от Twenty one pilots.
В 2011 году Джозеф участвовал в Five14 Church’s Christmas со звездами в Нью-Олбани, штат Огайо. Там он спел «O come, O come, Emmanuel», официальное видео выступления было загружено на YouTube 14 февраля 2014 года.
В 2012 году Джозеф был показан в видео «What’s Your Story» Марка Эшлемена, который является продюсером многих клипов группы Twenty One Pilots.
Джозеф также записал несколько треков для Five14 Church’s в жанре worship.

## Личная жизнь
С ранних лет Тайлер является христианином, поэтому в текстах большинства песен выражена тематика смысла жизни, отношений человека с Богом и покаяния. В творчестве группы «Twenty one pilots» он редко напрямую говорит о христианстве, так как в своих интервью заявлял, что не хотел бы никому навязывать свои взгляды через музыку. Однако существует ряд христианских песен в его исполнении или с его участием, не вошедших в коммерческие альбомы группы. В детстве был на домашнем обучении. Женился на Дженне Блэк 28 марта 2015 года после того, как они обручились 8 июля 2014 года. У них две дочери и сын.
Его первый музыкальный опыт был связан с христианской хип-хоп группой DC Talk.
У Джозефа есть трехчастная татуировка, которая представляет «то, что спасло его жизнь». Хотя предполагается, что он принадлежит к христианской вере, Джозеф решительно заявил, что он не хочет, чтобы смысл его татуировок распространялся через Интернет. Однако он несколько раз заявлял, что готов рассказать людям один на один, если они решат его лично спросить.

## Blurryface
Blurryface (Размытое лицо, Блуррифэйс, Блурри) — альтер эго Тайлера. Он олицетворяет потерю индивидуальности, неуверенность и комплексы Джозефа. Это сущность, часть Тайлера, которая заставляет чувствовать его неуверенным, это все его страхи. Красит руки в чёрный, потому что не уверен в своем творчестве, в то, что он создает своими руками. Красит шею в чёрный, потому что эта сущность (Blurryface) его душит. Кроме этого, одна из основных деталей — красные глаза...
Альбом, выпущенный в 2015 году назван в честь BlurryFace. В нескольких песнях из этого альбома можно услышать низкий голос Блурри.

## Дискография

### Twenty One Pilots
- Twenty One Pilots (2009)
- Regional at Best (2011)
- Vessel (2013)
- Blurryface (2015)
- Trench (2018)
- Scaled and Icy (2021)
- Clancy (2024)